# Entydighet
Entydighet är inom matematiken en egenskap hos en ekvation som innebär att den bara har en lösning. Mer allmänt kan det innebära att endast ett element i en mängd har en viss egenskap. Ibland används uttrycket en och endast en (analogt med uttrycket om och endast om), eller exakt en lösning. 
Symbolen {\displaystyle \exists !} brukar användas för att indikera att det finns ett och endast ett element med en viss egenskap, exempelvis:
{\displaystyle \exists !n\in \mathbb {N} (n-2=4)}
som betyder att det endast finns ett naturligt tal som blir 4 då man subtraherar 2.